# Championnat du Nicaragua de football 2011-2012
Navigation
Saison précédente Saison suivante
La Primera División 2011-2012 est la soixante-neuvième édition de la première division nicaraguayenne.
Lors de ce tournoi, le Real Estelí FC a conservé son titre de champion du Nicaragua face aux sept meilleurs clubs nicaraguayens.
La saison était divisée en deux tournois, l'Apertura et le Clausura, le Real Estelí FC ayant remporté les deux tournois, il a été sacré champion sans disputer la finale du championnat.
Lors du premier tournoi, chacun des huit clubs participant était confronté deux fois aux sept autres équipes. Puis les quatre meilleurs se sont affrontés lors d'une phase finale à la fin de la saison.
Lors du second tournoi, des huit clubs participant était confronté deux fois aux sept autres équipes. Puis les quatre meilleurs se sont affrontés lors d'une phase finale à la fin de la saison.
Seulement une place était qualificative pour la Ligue des champions de la CONCACAF.

## Les 8 clubs participants
| \| Managua : Juventus Managua Deportivo Walter Ferreti Managua FC Managua Chinandega FC Deportivo Ocotal Diriangén FC Real Estelí FC Real Madriz \| Localisation des clubs. |
| Managua : Juventus Managua Deportivo Walter Ferreti Managua FC Managua Chinandega FC Deportivo Ocotal Diriangén FC Real Estelí FC Real Madriz                               |

| Club                     | Stade                                        | Capacité          | Ville      |
| Chinandega FC (en)       | Stade inconnu                                | Capacité inconnue | Chinandega |
| Deportivo Ocotal (en)    | Stade Roy Fernandez Bermuda                  | 3 000             | Ocotal     |
| Diriangén FC             | Stade Cacique Diriangén                      | 7 500             | Diriamba   |
| Juventus Managua         | Stade Olympique de l'Indépendance de Managua | 8 000             | Managua    |
| Managua FC (en)          | Stade Olympique de l'Indépendance de Managua | 8 000             | Managua    |
| Real Estelí FC           | Stade de l'Indépendance                      | 4 800             | Estelí     |
| Real Madriz              | Stade Municipal de Somoto                    | 3 000             | Somoto     |
| Deportivo Walter Ferreti | Stade Olympique de l'Indépendance de Managua | 8 000             | Managua    |

## Tournoi Apertura
Le tournoi Apertura se déroule de la même façon que les tournois saisonniers précédents, en trois phases :
- La phase régulière : les quatorze journées de championnat.
- La seconde phase : les six journées de championnat supplémentaire.
- La finale : la confrontation aller-retour entre les deux meilleures équipes.

### Phase régulière
Lors de la phase régulière les huit équipes affrontent à deux reprises les sept autres équipes selon un calendrier tiré aléatoirement.
Les quatre meilleures équipes sont directement qualifiées pour la seconde phase.
Le classement est établi sur le barème de points classique (victoire à 3 points, match nul à 1, défaite à 0).
Le départage final se fait selon les critères suivants :
- Le nombre de points.
- La différence de buts générale.
- Le nombre de buts marqué.

#### Classement
| Rang | Équipe                   | Pts | J  | G  | N | P  | Bp | Bc | Diff |
| ---- | ------------------------ | --- | -- | -- | - | -- | -- | -- | ---- |
| 1    | Real Estelí FC (T)       | 33  | 14 | 10 | 3 | 1  | 21 | 8  | +13  |
| 2    | Managua FC (en)          | 25  | 14 | 8  | 1 | 5  | 22 | 15 | +7   |
| 3    | Deportivo Walter Ferreti | 23  | 14 | 7  | 2 | 5  | 28 | 18 | +10  |
| 4    | Chinandega FC (en) (P)   | 23  | 14 | 7  | 2 | 5  | 16 | 15 | +1   |
| 5    | Diriangén FC             | 22  | 14 | 6  | 4 | 4  | 19 | 16 | +3   |
| 6    | Juventus Managua (P)     | 13  | 14 | 3  | 4 | 7  | 22 | 29 | -7   |
| 7    | Real Madriz              | 10  | 14 | 3  | 1 | 10 | 20 | 33 | -13  |
| 8    | Deportivo Ocotal (en)    | 9   | 14 | 2  | 3 | 9  | 17 | 31 | -14  |

| Légende : Qualifications et relégations | Légende : Qualifications et relégations                  |
| --------------------------------------- | -------------------------------------------------------- |
|                                         | Qualifié pour la seconde phase                           |
|                                         | (T) : Tenant du titre (P) : Promu de la saison 2010-2011 |

#### Matchs
| Résultats (▼dom., ►ext.)                                   | Chi | Dir | Juv | Man | Oco | Est | Mad | Wal |
| Chinandega FC (en)                                         |     | 0-2 | 3-0 | 1-0 | 2-1 | 0-1 | 1-0 | 0-0 |
| Diriangén FC                                               | 0-1 |     | 3-3 | 0-3 | 0-0 | 0-0 | 1-3 | 2-1 |
| Juventus Managua                                           | 3-2 | 1-2 |     | 0-1 | 3-1 | 1-2 | 1-2 | 2-5 |
| Managua FC (en)                                            | 0-3 | 1-3 | 0-0 |     | 6-0 | 1-2 | 3-2 | 2-1 |
| Deportivo Ocotal (en)                                      | 1-1 | 0-2 | 3-3 | 1-2 |     | 1-2 | 3-2 | 1-2 |
| Real Estelí FC                                             | 1-0 | 1-1 | 2-1 | 0-1 | 1-0 |     | 3-0 | 2-1 |
| Real Madriz                                                | 0-1 | 1-2 | 2-2 | 3-1 | 1-4 | 1-4 |     | 2-3 |
| Deportivo Walter Ferreti                                   | 6-1 | 1-0 | 1-2 | 0-1 | 4-1 | 0-0 | 3-2 |     |
| - Victoire à domicile - Match nul - Victoire à l'extérieur |     |     |     |     |     |     |     |     |

### Seconde phase
Lors de la seconde phase régulière les quatre équipes qualifiées affrontent à deux reprises les trois autres équipes selon un calendrier tiré aléatoirement.
Les deux meilleures équipes sont directement qualifiées pour la finale.
Le classement est établi sur le barème de points classique (victoire à 3 points, match nul à 1, défaite à 0).
Le départage final se fait selon les critères suivants :
- Le nombre de points.
- La différence de buts générale.
- Le nombre de buts marqué.

#### Classement
| Rang | Équipe                   | Pts | J | G | N | P | Bp | Bc | Diff |
| ---- | ------------------------ | --- | - | - | - | - | -- | -- | ---- |
| 1    | Real Estelí FC (T)       | 13  | 6 | 4 | 1 | 1 | 8  | 3  | +5   |
| 2    | Deportivo Walter Ferreti | 8   | 6 | 2 | 2 | 2 | 12 | 10 | +2   |
| 3    | Managua FC (en)          | 8   | 6 | 2 | 2 | 2 | 5  | 7  | -2   |
| 4    | Chinandega FC (en) (P)   | 4   | 6 | 1 | 1 | 4 | 6  | 11 | -5   |

| Légende : Qualifications et relégations | Légende : Qualifications et relégations                  |
| --------------------------------------- | -------------------------------------------------------- |
|                                         | Qualifié pour la finale                                  |
|                                         | (T) : Tenant du titre (P) : Promu de la saison 2010-2011 |

#### Matchs
| Résultats (▼dom., ►ext.)                                   | Chi | Man | Est | Wal |
| Chinandega FC (en)                                         |     | 2-1 | 0-1 | 2-2 |
| Managua FC (en)                                            | 1-0 |     | 1-0 | 1-4 |
| Real Estelí FC                                             | 3-0 | 0-0 |     | 2-1 |
| Deportivo Walter Ferreti                                   | 3-2 | 1-1 | 1-2 |     |
| - Victoire à domicile - Match nul - Victoire à l'extérieur |     |     |     |     |

### Finale
| Match aller      | Deportivo Walter Ferreti | 1:1   | Real Estelí FC | Stade Ol. de l'Ind. de Managua |  |
| 12 décembre 2011 | Kesler Rizo 70e          | (0:1) | Elmer Mejía 3e |                                |  |

| Match retour     | Real Estelí FC                                               | 3:2   | Deportivo Walter Ferreti             | Stade de l'Indépendance |  |
| 17 décembre 2011 | Mario García 59e (csc) · Elmer Mejía 67e · Luis González 90e | (0:1) | Kesler Rizo 40e · Darwin Ramírez 70e |                         |  |
| 17 décembre 2011 | Rapport                                                      |       |                                      |                         |  |

## Tournoi Clausura
Le tournoi Clausura se déroule de la même façon que les tournois saisonniers précédents, en trois phases :
- La phase régulière : les quatorze journées de championnat.
- La seconde phase : les six journées de championnat supplémentaire.
- La finale : la confrontation aller-retour entre les deux meilleures équipes.

### Phase régulière
Lors de la phase régulière les huit équipes affrontent à deux reprises les sept autres équipes selon un calendrier tiré aléatoirement.
Les quatre meilleures équipes sont directement qualifiées pour la seconde phase.
Le classement est établi sur le barème de points classique (victoire à 3 points, match nul à 1, défaite à 0).
Le départage final se fait selon les critères suivants :
- Le nombre de points.
- La différence de buts générale.
- Le nombre de buts marqué.

#### Classement
| Rang | Équipe                   | Pts | J  | G  | N | P | Bp | Bc | Diff |
| ---- | ------------------------ | --- | -- | -- | - | - | -- | -- | ---- |
| 1    | Real Estelí FC (T)       | 32  | 14 | 10 | 2 | 2 | 27 | 8  | +19  |
| 2    | Deportivo Walter Ferreti | 21  | 14 | 6  | 3 | 5 | 17 | 12 | +5   |
| 3    | Diriangén FC             | 21  | 14 | 5  | 6 | 3 | 15 | 12 | +3   |
| 4    | Managua FC (en)          | 21  | 14 | 5  | 6 | 3 | 19 | 17 | +2   |
| 5    | Deportivo Ocotal (en)    | 20  | 14 | 6  | 2 | 6 | 22 | 24 | -2   |
| 6    | Juventus Managua (P)     | 15  | 14 | 4  | 3 | 7 | 19 | 22 | -3   |
| 7    | Real Madriz              | 15  | 14 | 4  | 3 | 7 | 18 | 23 | -5   |
| 8    | Chinandega FC (en) (P)   | 8   | 14 | 1  | 5 | 8 | 11 | 30 | -19  |

| Légende : Qualifications et relégations | Légende : Qualifications et relégations                  |
| --------------------------------------- | -------------------------------------------------------- |
|                                         | Qualifié pour la seconde phase                           |
|                                         | (T) : Tenant du titre (P) : Promu de la saison 2010-2011 |

#### Matchs
| Résultats (▼dom., ►ext.)                                   | Chi | Dir | Juv | Man | Oco | Est | Mad | Wal |
| Chinandega FC (en)                                         |     | 0-0 | 2-4 | 0-0 | 2-2 | 1-2 | 2-2 | 0-1 |
| Diriangén FC                                               | 0-0 |     | 1-0 | 2-2 | 2-0 | 1-0 | 3-0 | 0-0 |
| Juventus Managua                                           | 0-1 | 1-3 |     | 2-2 | 4-1 | 0-2 | 2-1 | 0-2 |
| Managua FC (en)                                            | 4-1 | 1-1 | 1-0 |     | 0-2 | 0-1 | 3-0 | 0-3 |
| Deportivo Ocotal (en)                                      | 4-0 | 3-1 | 3-3 | 3-1 |     | 0-2 | 1-3 | 0-1 |
| Real Estelí FC                                             | 3-1 | 3-0 | 1-0 | 1-1 | 5-1 |     | 3-0 | 1-1 |
| Real Madriz                                                | 5-0 | 0-0 | 2-3 | 1-1 | 0-1 | 0-2 |     | 2-1 |
| Deportivo Walter Ferreti                                   | 3-1 | 2-1 | 0-0 | 1-2 | 0-1 | 1-2 | 1-2 |     |
| - Victoire à domicile - Match nul - Victoire à l'extérieur |     |     |     |     |     |     |     |     |

### Seconde phase
Lors de la seconde phase régulière les quatre équipes qualifiées affrontent à deux reprises les trois autres équipes selon un calendrier tiré aléatoirement.
Les deux meilleures équipes sont directement qualifiées pour la finale.
Le classement est établi sur le barème de points classique (victoire à 3 points, match nul à 1, défaite à 0).
Le départage final se fait selon les critères suivants :
- Le nombre de points.
- La différence de buts générale.
- Le nombre de buts marqué.

#### Classement
| Rang | Équipe                   | Pts | J | G | N | P | Bp | Bc | Diff |
| ---- | ------------------------ | --- | - | - | - | - | -- | -- | ---- |
| 1    | Real Estelí FC (T)       | 14  | 6 | 4 | 2 | 0 | 9  | 3  | +6   |
| 2    | Diriangén FC             | 12  | 6 | 4 | 0 | 2 | 12 | 5  | +7   |
| 3    | Managua FC (en)          | 7   | 6 | 2 | 1 | 3 | 6  | 11 | -5   |
| 4    | Deportivo Walter Ferreti | 1   | 6 | 0 | 1 | 5 | 6  | 13 | -7   |

| Légende : Qualifications et relégations | Légende : Qualifications et relégations |
| --------------------------------------- | --------------------------------------- |
|                                         | Qualifié pour la finale                 |

#### Matchs
| Résultats (▼dom., ►ext.)                                   | Dir | Est | Man | Wal |
| Diriangén FC                                               |     | 0-1 | 3-0 | 1-0 |
| Real Estelí FC                                             | 3-0 |     | 1-1 | 2-1 |
| Managua FC (en)                                            | 0-3 | 0-1 |     | 2-1 |
| Deportivo Walter Ferreti                                   | 1-4 | 1-1 | 2-3 |     |
| - Victoire à domicile - Match nul - Victoire à l'extérieur |     |     |     |     |

### Finale
| Match aller | Real Estelí FC                                               | 3:0   | Diriangén FC | Stade de l'Indépendance |  |
| 13 mai 2012 | 5e Marlon Medina · 35e Félix Rodríguez · 57e Félix Rodríguez | (2:0) |              |                         |  |

| Match retour | Diriangén FC      | 1:3   | Real Estelí FC                                          | Stade Cacique Diriangén |  |
| 19 mai 2012  | Eulises Pavón 43e | (1:2) | Rudel Calero 7e · Samuel Wilson 12e · Samuel Wilson 53e |                         |  |

## Classement cumulatif
| Rang | Équipe                   | Pts | J  | G  | N  | P  | Bp | Bc | Diff |
| ---- | ------------------------ | --- | -- | -- | -- | -- | -- | -- | ---- |
| 1    | Real Estelí FC (C)       | 65  | 28 | 20 | 5  | 3  | 48 | 16 | +32  |
| 2    | Managua FC (en)          | 46  | 28 | 13 | 7  | 8  | 41 | 32 | +9   |
| 3    | Deportivo Walter Ferreti | 44  | 28 | 13 | 5  | 10 | 45 | 30 | +15  |
| 4    | Diriangén FC             | 43  | 28 | 11 | 10 | 7  | 34 | 28 | +6   |
| 5    | Chinandega FC (en) (P)   | 31  | 28 | 8  | 7  | 13 | 27 | 45 | -18  |
| 6    | Deportivo Ocotal (en)    | 29  | 28 | 8  | 5  | 15 | 39 | 55 | -16  |
| 7    | Juventus Managua (P)     | 28  | 28 | 7  | 7  | 14 | 41 | 51 | -10  |
| 8    | Real Madriz              | 25  | 28 | 7  | 4  | 17 | 38 | 56 | -18  |

| Légende : Qualifications et relégations | Légende : Qualifications et relégations                                              |
| --------------------------------------- | ------------------------------------------------------------------------------------ |
|                                         | Ligue des champions de la CONCACAF 2012-2013 (Phase de groupes)                      |
|                                         | Qualifié pour le barrage de relégation en Segunda División                           |
|                                         | Relégué en Segunda División                                                          |
|                                         | (C) : Vainqueur d'un des deux tournois de l'année (P) : Promu de la saison 2010-2011 |

## Barrage de relégation
| Club             | Aller | Retour | Club              | Commentaire |
| Juventus Managua | 2-2   | 4-3    | UNAN Managua (en) |             |

## Finale du championnat
Le Real Estelí FC ayant remporté les deux tournois saisonniers, la finale du championnat n'a pas été jouée.

## Bilan du tournoi
| Tableau d'Honneur |                |
| Compétition       | Vainqueur      |
| Primera División  | Real Estelí FC |

| Qualifications continentales 2012-2013 |                |
| Ligue des champions                    | Qualifiés      |
| Phase de groupes                       | Real Estelí FC |

| Promotions et relégations   |               |
| Relégué en Segunda División | Real Madriz   |
| Promu de Segunda División   | Xilotepelt FC |